# Pseudophoxinus crassus
Pseudophoxinus crassus är en fiskart som först beskrevs av Ladiges, 1960.  Pseudophoxinus crassus ingår i släktet Pseudophoxinus och familjen karpfiskar. IUCN kategoriserar arten globalt som starkt hotad. Inga underarter finns listade i Catalogue of Life.